# Redueña
Redueña è un comune spagnolo di 184 abitanti situato nella comunità autonoma di Madrid.